# Xie Junmin
Xie Junmin (Guangdong, 17 mei 1983) is een Chinees waterpolospeler.
Xie Junmin nam als waterpoloër één keer deel aan de Olympische Spelen in 2008. Op de Aziatische Spelen 2006 won hij de gouden medaille en in 2010 een zilveren.